# Eugenio Gatto
Eugenio Gatto (Zenson di Piave, 22 ottobre 1911 – Venezia, 17 gennaio 1981) è stato un avvocato, politico e partigiano italiano.

## Biografia
Durante la seconda guerra mondiale fu attivo nella resistenza partigiana e fondò la sezione veneziana del Comitato di Liberazione Nazionale.
È stato più volte parlamentare (deputato e senatore), sottosegretario, Ministro senza Portafoglio nei governi Rumor I, Rumor II, Rumor III, Colombo, Andreotti.